# Savas Pascalidis
Savas Pascalidis (né en 1970) est un musicien de musique électronique allemand.

## Biographie
Savas Pascalidis est né à Stuttgart en Allemagne en 1970. Inspiré par son père, DJ d'origine grecque, et influencé le style house/disco/funk, ainsi que le son des années 1980, il commence sa carrière de DJ en 1985, dans les clubs de sa ville. En 1988, il donne à son style plus de sonorités acid et new beat.
Un peu plus tard, il apparait sur les labels 909 pervertions, Loriz Sounds, et Kurbel. Puis en 2001, il devient un des artistes d'International Gigolo Records, fondé par DJ Hell et David Carretta. Son style est un mélange de dark EBM et de disco trash / electroclash, mais plus fortement marqué par les tempos House.
Savas Pascalidis sort deux albums solo : Galactic Gigolo (2003) et Disko Vietnam (2005).
Et il apparaît sur de nombreuses compilations, notamment celle de Jennifer Cardini - Lust (2005, UW/human), celle de Luke Slater - Fear And Loathing 2 (2005, resist).
Entre-temps, comme de nombreux artistes electro, il a créé son propre label dès 1999 : Lasergun records, grâce auquel il fait découvrir les artistes Ural13, Lab Insect, et plus tard Kemi & Amox. Il sort une première compilation en 2004, sur laquelle on retrouve les artistes Water Lilly, Lopazz, ... Puis un second volet en 2006 : Lasergun compilation 2, avec notamment Richard Bartz, Remute, The Addiction, Ulysses, dfx, mais également Marcin Czubala, Thomas Jaldemark. Entre ces deux sorties, il a réalisé un CD mix intitulé Relax your Body, avec un son très deep minimal electro et progressive house, sur lequel on retrouve déjà Nathan Fake, les français Tekel, Alex Smoke.

## Discographie

### Albums
- Galactic Gigolo (CD)	International Deejay Gigolo Records 	2003
- Disko Vietnam (CD)	International Deejay Gigolo Records 	2005

### EP / 12"
- The Power Of Music 	909 Pervertions
- Helter Skelter EP 	Loriz Sounds, 1996
- Sugarland Express 	Kurbel, 1997
- Disco Galaxy 		Lasergun, 1999
- Sexomatic EP 		Kurbel, 1999
- Cosmic Dancer 		Kurbel, 2000
- Stellar Funk EP 		Lasergun, 2000
- Automatik Lover 		Leitmotiv, 2001
- Fantastic Voyage 		Lasergun, 2001
- Space Affair 		International Deejay Gigolo Records, 2001
- De Tomaso Pantera 	UFO, 2004
- Evolution/Body Freefall UFO, 2004
- Haunted House      	Lasergun, 2005
- Superman / Raw Mission  International Deejay Gigolo Records, 2005
- 111 / Boccaccio Life    Lektroluv, 2006
- Superman 		      UFO, 2006

### Compilations pour son label
- Lasergun Records Compilation 1, 2004
- Lasergun Records Compilation 2, 2006